# Jessie Methven
Jessie Cunningham Methven (* 1854 in Edinburgh; † 15. Februar 1917 ebenda) war eine schottisch-britische Suffragette. 

## Leben
Jessie Methven war die Tochter von Janet Allan und Thomas Methven. Sie wohnte zeitlebens mit ihren Schwestern Helen und Minnie und ihrem Bruder Henry, einem Samenhändler, in 25 Great King Street in Edinburgh. In der Volkszählung von 1901 wird sie als „aus eigenem Vermögen lebend“ geführt.
Jessie Methven setzte sich viele Jahre lang für das Frauenwahlrecht ein und wurde als „sehr aktive Arbeiterin für die Sache“ beschrieben. Im Dezember 1895 wurde sie schließlich in das Exekutivkomitee der Edinburgh National Society for Women's Suffrage gewählt und wurde anschließend deren ehrenamtliche Sekretärin. Sie arbeitete bis zu deren Tod im Jahr 1906 eng mit der Gründerin und Präsidentin Priscilla Bright McLaren zusammen. Im Jahr 1897 schloss sich die Edinburgh Society der neuen National Union of Women’s Suffrage Societies (NUWSS) an, und Methven wurde eine der beiden Vertreterinnen der Edinburgh Society im parlamentarischen Ausschuss der NUWSS.
Methven war Mitglied des Special Appeals Committee der Edinburgh Society, das an der Ausarbeitung einer nationalen Petition für das Frauenwahlrecht beteiligt war, die im Mai 1896 als Teil der Parliamentary Franchise (Extension to Women) Bill vorgelegt wurde. Zum Zeitpunkt der Einreichung der Petition waren 257.796 Unterschriften vorhanden, darunter mehr als 50.000 Unterzeichnende aus Schottland. Trotzdem wurde der Gesetzentwurf im Unterhaus nicht behandelt. Im Zuge der Kampagne hatte Methven im April 1896 an den Stadtrat von Brechin geschrieben und ihn gebeten, eine Petition zugunsten des Gesetzentwurfs an das Parlament zu richten. Ein Ratsmitglied, Mr. Laing, schlug eine Abstimmung vor, aber es fand sich kein Unterstützer.
Pedersen (2017) zufolge „waren sich Aktivistinnen wie Jessie Methven der Bedeutung der [Presse-]Berichterstattung für die Aufklärung der breiten Bevölkerung durchaus bewusst“. Methven korrespondierte regelmäßig mit lokalen und überregionalen Zeitungen und bedankte sich häufig schriftlich bei den Redakteuren dafür, dass sie das Frauenwahlrecht durch ihre Berichterstattung über die Versammlungen bekannt gemacht hatten. Als Sekretärin der Gesellschaft wurde ihr Name in Berichten, Artikeln und Briefen an die Zeitungen genannt, und sie hatte einen relativ hohen Bekanntheitsgrad in der schottischen Presse.
1901 wurde in mehreren schottischen Zeitungen über ein von Methven und McClaren unterzeichnetes Rundschreiben berichtet, in dem sie ihre Enttäuschung über die Gleichgültigkeit der politischen Vereinigungen in der Frage des Frauenwahlrechts zum Ausdruck brachten. In dem Bericht wurde behauptet, dass das jüngste Versäumnis der Scottish Liberal Association, Frauen in ihre Entschließung zugunsten einer Erweiterung des Männerwahlrechts einzubeziehen, auf deren Befürchtung zurückzuführen sei, dass „alle Frauen Tory wählen werden“.
Methven brachte auf der Jahresversammlung der Edinburgh Society1904 eine Resolution ein, „dass Frauen sich weigern sollten, für einen Parlamentskandidaten zu arbeiten, wenn er sich nicht öffentlich dazu bekennt, für die Ausweitung des Wahlrechts auf Frauen zu stimmen“. Die Entschließung wurde nicht angenommen, aber der Ausschuss beschloss, seine Mitglieder zu „drängen“, keine Kandidaten zu unterstützen, die das Frauenwahlrecht nicht befürworten.
Nach Jahren als engagierte „konstitutionelle“ Frauenwahlrechtsaktivistin war Methven angesichts des mangelnden Fortschritts zunehmend desillusioniert. Im Januar 1906 unterzeichnete sie als „unabhängige Sozialistin“ das gemeinsame Manifest Women’s Social and Political Union (WSPU) und der Independent Labour Party. Nach einer WSPU-Demonstration vor dem Unterhaus im April 1906, die in der Presse Empörung auslöste, schrieb Methven an den Glasgow Herald als Einzelperson und nicht als Sekretärin der Edinburgh Society, um ihr Mitgefühl für die Demonstrantinnen auszudrücken, die die Geduld mit friedlicheren Methoden verloren hatten. Sie mahnte, man müsse „aufpassen, dass der Vorfall nicht als Entschuldigung für weitere Untätigkeit“ in Sachen Frauenwahlrecht benutzt werde.
Nach dem Tod von McLaren im November 1906 schlossen sich viele Mitglieder der Edinburgh Society dem kürzlich gegründeten Edinburgher Zweig der WSPU an, „sogar Jessie Methven, die langjährige Sekretärin der Society, schloss sich den Militanten an“. 1907 schrieb sie im Namen des Exekutivkomitees der Edinburgh Society an die Zeitschrift Women’s Franchise und kündigte an, sich mit dem Edinburgher Zweig der WSPU zu einer Demonstration am 5. Oktober zu vereinen.
Am 21. November 1911 gehörte Shipley zu den 223 Demonstrantinnen, die bei einer WSPU-Demonstration vor dem Unterhaus verhaftet wurden, zu der sie mit anderen Frauen des Edinburgher Zweigs gereist war, darunter Edith Hudson,  Alice Maud Shipley, Agnes und Elizabeth Thomson. Die Demonstrationen folgten dem Scheitern der sogenannten Conciliation Bill, mit der das Wahlrecht auf wohlhabende, besitzende Frauen teilweise hätte ausgeweitet werden sollen. Sie wurde angeklagt, weil sie im Außenministerium Fensterscheiben eingeschlagen hatte, und zu 10 Tagen und einer Geldstrafe von 10 Shilling verurteilt. The Scotsman schrieb, sie sei „viele Jahre lang ehrenamtliche Sekretärin der älteren Suffrage Society gewesen und habe unter Mrs. Priscilla Bright McLaren gearbeitet“. Berichte über ihre Verhaftung in der schottischen Presse enthielten unterschiedliche Schreibweisen ihres Nachnamens, darunter „Methuen“ (The Scotsman) und „Mothuel“ (Dundee Courier); in der Roll of Honour of Suffragette Prisoners ist sie als „JC Methuen“ aufgeführt.
Methven wurde ein aktives Mitglied der WSPU, schrieb weiterhin an Zeitungen, verkaufte Exemplare der Zeitung The Suffragette und leistete regelmäßig Beiträge zu deren „250.000-Pfund-Fonds“. Im Jahr 1911 schenkte sie dem Edinburgher Zweig eine Handdruckpresse.
Im Januar 1913 schrieb Methven einen Artikel für The Suffragette, die Wochenzeitung der WSPU, mit dem Titel Women’s Suffrage in the Past, A Record of Betrayal. Darin beschreibt sie die Geschichte der Frauenwahlrechtsbewegung, den Verlust ihres Glaubens an die gemäßigte Frauenwahlrechtsbewegung und ihre Schlussfolgerung, dass „Militanz den Sieg bringen wird“. Die Einleitung der Zeitung deutet darauf hin, dass Methven in der Suffragettenbewegung gut bekannt und angesehen war: „Der folgende Artikel wird für unsere Leserinnen und Leser in dieser Zeit von besonderem Interesse sein, da er von einer Person geschrieben wurde, die eine intime Kenntnis der alten und neuen Bewegung für das Frauenwahlrecht vorweisen kann. Miss Methven war eine persönliche Freundin einer der Pionierinnen der Frauenwahlrechtsbewegung im Lande und teilte mit ihnen die großen Hoffnungen, die Enttäuschungen und die anschließende Ernüchterung, die das Schicksal der vielen Frauenwahlrechtsmaßnahmen, die im Unterhaus eingebracht wurden, begleiteten. Miss Methven war die erste der Pionier-Suffragisten, die den Wert der neuen kämpferischen Bewegung erkannte und ihren Glauben an sie erklärte. Sie ist seit einigen Jahren ein prominentes Mitglied der WSPU in Edinburgh.“
Methven starb 1917 in ihrem Haus in Edinburgh.